# 永代供養

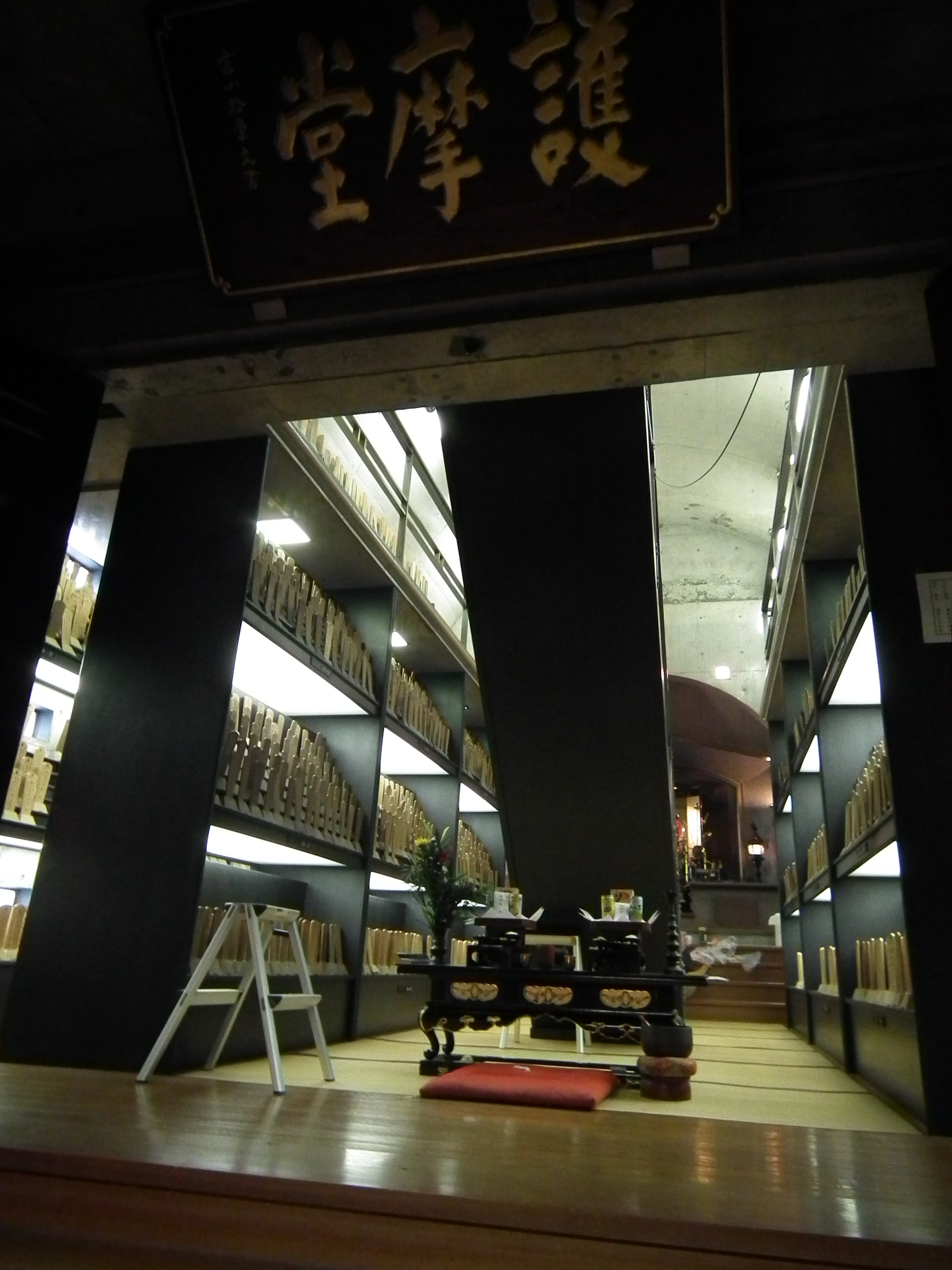
四国八十八箇所霊場の第71番札所弥谷寺の運営する永代供養（護摩堂）

永代供養（えいたいくよう）とは、数世代にわたる比較的長期の年月をかけて、死者を供養する行為を指す。

## 用例
本来は、子々孫々の代まで先祖を祀り供養する宗教行為を指していたが、現代では多くが墓園業者や寺院の営業用語として使われることが多い。広告に永代供養を謳うものが多いが、「永代」という言葉の使用による誤解からトラブルが発生するおそれが多い。実際には 10回忌、30回忌や50回忌までといった内規がある場合や、墓を継承すべき子孫が改宗などで檀家を辞めるなどして信仰を離れた場合は、永代供養の契約が破棄されることが定められている場合が多く、言葉どおりの「永代」ではない。また、霊園の倒産、寺院の廃寺などにより墓が消滅に追い込まれることもあり、この「永代」も保証されるわけではない。

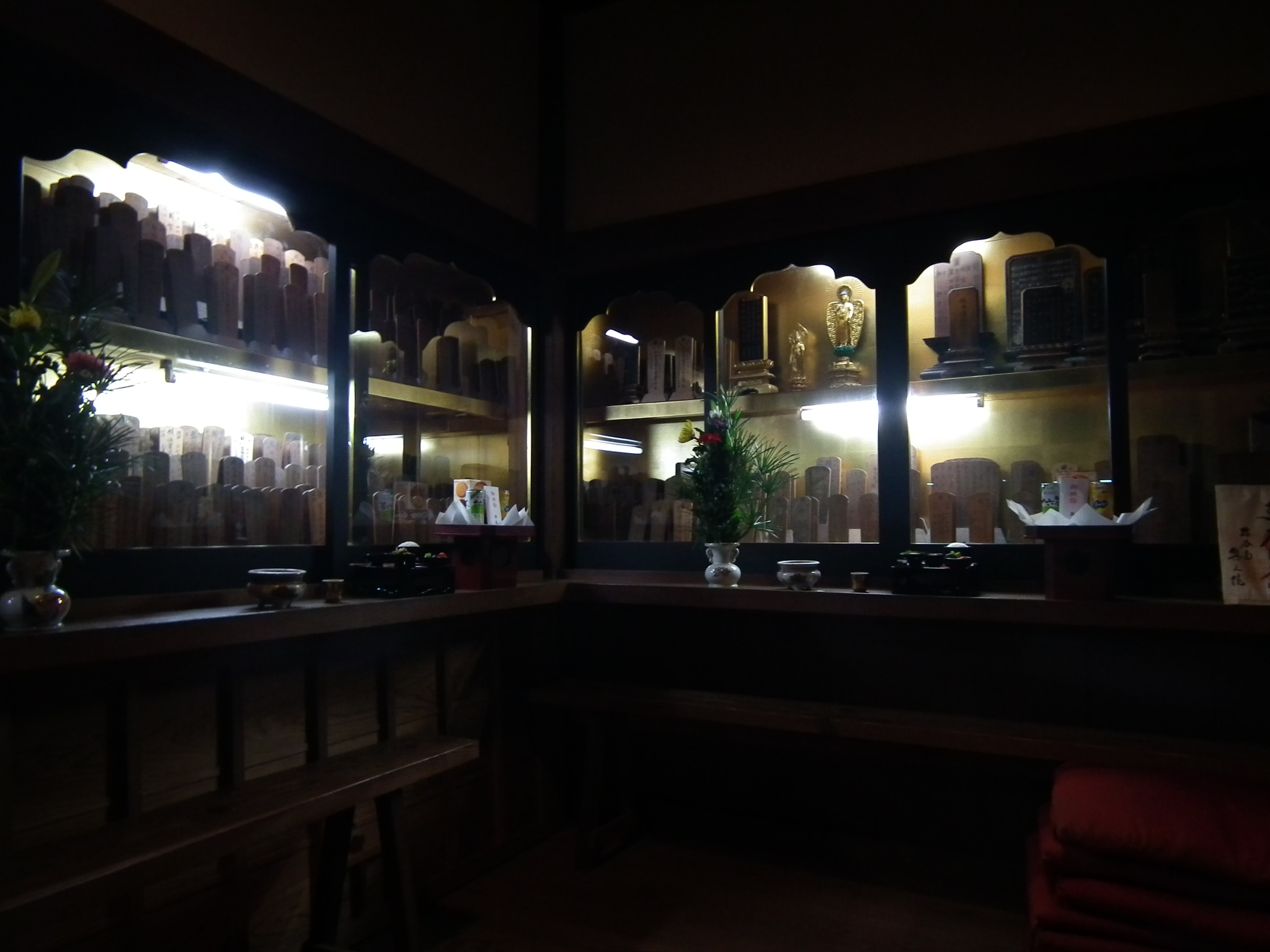
弥谷寺の運営する永代供養（本堂）

## 起源
永代供養とは、寺院が永代にわたり供養する事をいう。起源は定かではないが、江戸時代に書かれた永代台帳が多くの寺院で見受けられる事から、永代供養が古くから行われていた事が分かっている。また、同じく江戸時代に設けられた檀家制度も、檀那寺の維持にその都度つとめる事を条件に檀家の供養を寺院が行うという点で永代供養をお願いしている事になるが、檀家制度が寺院を保持する為、近隣を対象としたのに対し、永代供養では地域に関係なく信仰により供養がされた為、檀家制度のように寺院の維持に、その都度つとめるという事が出来ず、それ故に最初にまとまった志俱を納めるようになり、それが今日の永代供養の原形になったのではないかと考えられる。その為、古来より永代供養が行われた寺院は信者寺と呼ばれる檀家を持たない寺院に多くみられる。近年では、核家族化などの事情により、檀家寺でも永代供養を行う寺院が増えており、本来の檀家制度と永代供養の垣根があいまいな形になっており、葬式仏教と揶揄される原因の一つにもなっている。

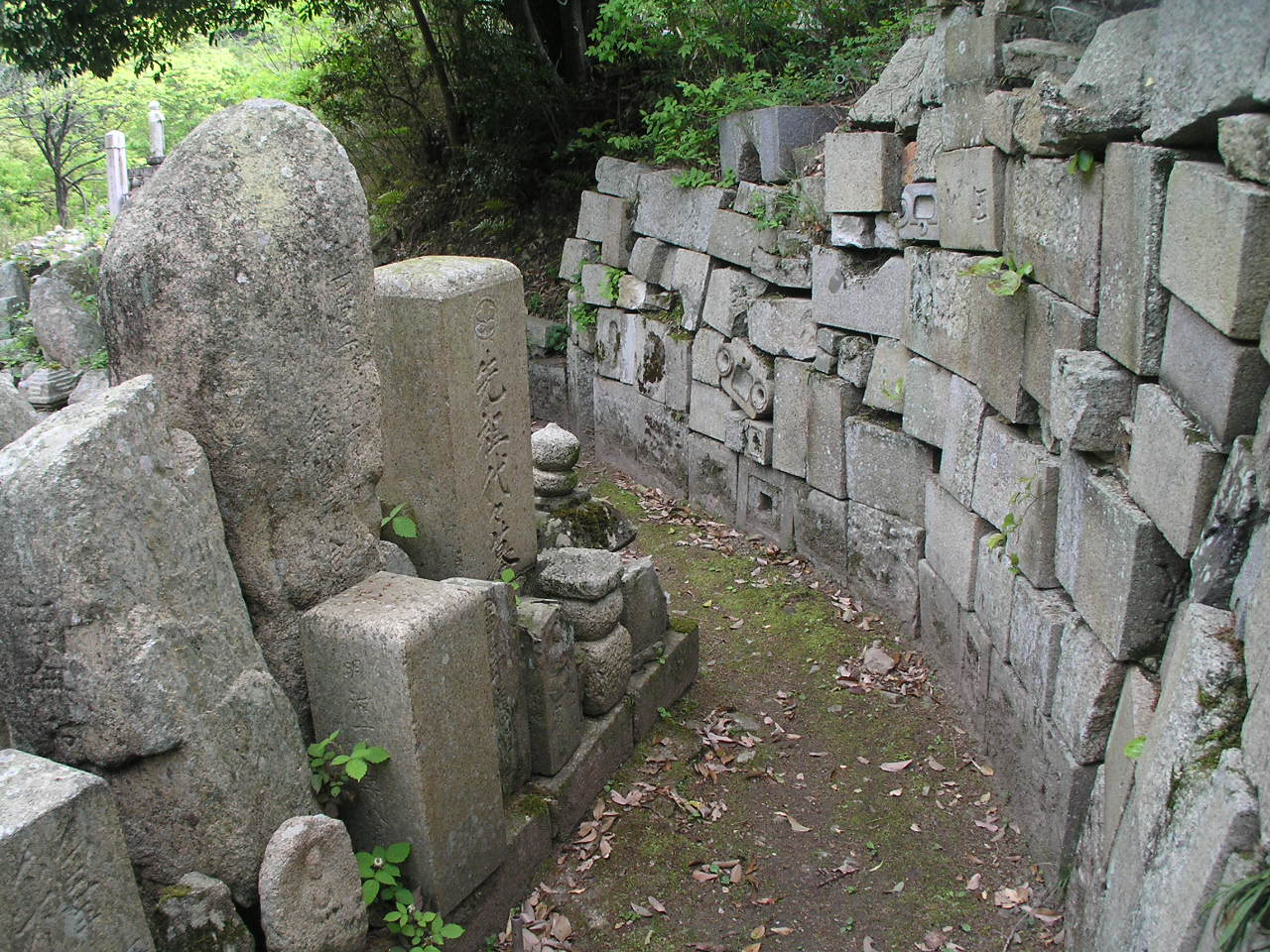
供養する子孫が途絶えた墓石が積み上げられた墓地（神戸市立鵯越墓園）

## 最近の傾向
近年、少子高齢化の進行により、生前より永代供養を希望する中高年が増えている。墓や信仰を継承する子孫がおらず、死後の供養が期待できない人のために、その遺骨や位牌を境内の共同墓地に合祀し、寺院の存続する限り僧侶が定期的に共同墓地を保守管理することを永代供養と定義する寺院もある。無縁社会という言葉が流行語となり、年間32000人（2010年）が無縁死するといわれる無縁社会にあって、無縁ビジネスのひとつである永代供養ビジネスもにわかに活況を帯びてきている。

## 永代経
浄土真宗では「永代経」と呼ばれる法要が行われる。「永代」と付くため永代供養と混同される場合もあるが、その意味合いは全く異なる。そもそも浄土真宗は「故人は阿弥陀如来の本願力により速やかに極楽浄土へ往生する」という教義上、遺族が故人に追善供養を行う習慣がない。「永代に渡り、経典の教えが伝える」ために、あくまで生きている人間が仏法を聞くための機会として法要を執り行うのが、永代経の意義である。